# Hendrick ter Brugghen
Hendrick Jansz. ter Brugghen, ou Terbrugghen, né en 1588 à La Haye ou Utrecht et mort le 1er novembre 1629 à Utrecht, est un peintre néerlandais du siècle d’or.
Il est, avec Gerrit van Honthorst et Dirck Van Baburen, l'un des chefs de file de l’école caravagesque d'Utrecht.

## Biographie

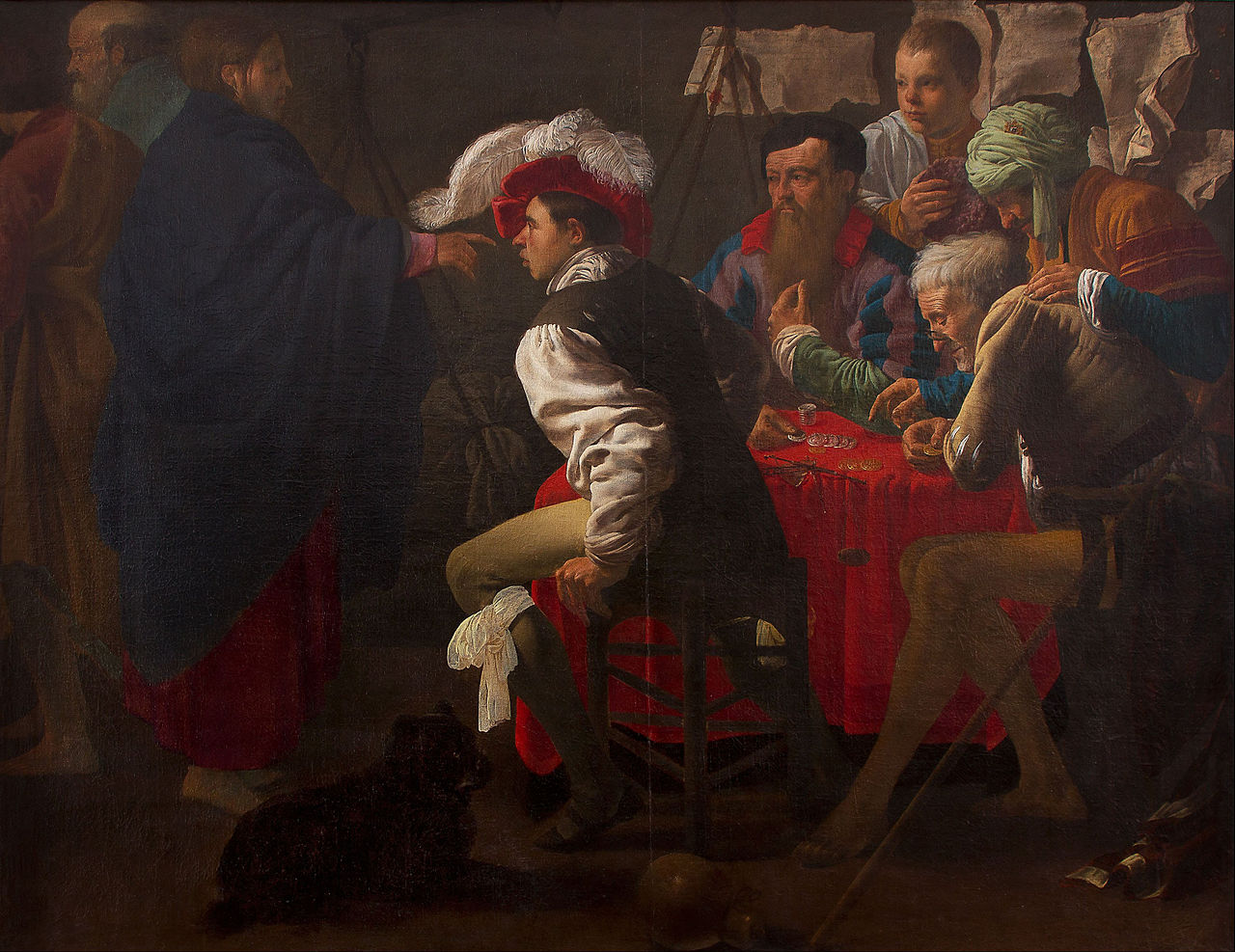
La Vocation de saint Matthieu, 1620, Le Havre, musée d'Art moderne André-Malraux.

On sait peu de choses sur les débuts de ter Brugghen. Il est né en 1588, selon certains à La Haye où, depuis trois ans, son père, Jan Egbertsz. ter Brugghen, exerçait la fonction de bailli au service des États de Hollande. D’autres pensent qu’il a pu naître à Deventer — hypothèse qui semble la moins probable —, ou encore à Utrecht, mais ce n’est seulement qu'en 1591, alors que le futur peintre est né depuis déjà quelque temps, que la famille vient s'installer dans cette ville. Là, il se met à la peinture à l'âge de treize ans, sous l'égide d'Abraham Bloemaert, peintre d'histoire maniériste, qui lui enseigne les rudiments du métier.
Au printemps 1607, on trouve la trace d’un dénommé « Henrick ter Brugge » cadet dans l’armée du comte Ernest-Casimir de Nassau-Dietz ; il s’agit probablement du peintre, car celui-ci est par ailleurs parfois désigné comme l’« honorable et constant » (erent-festen) Hendrick ter Brugghen, un qualificatif qui n’était employé que pour les soldats. C’est donc en 1607 au plus tôt, si du moins Henrick et Hendrick ne font qu’un, qu’il put se rendre à Rome pour y parfaire son art. Au moment de son arrivée dans la ville italienne, les œuvres du Caravage commençaient à exercer une forte influence sur bon nombre d’artistes : ses tableaux étaient remarquables par la hardiesse avec laquelle il maniait le clair-obscur, mais également par le réalisme social de ses sujets, parfois séduisants, mais parfois aussi provocants et même franchement vulgaires.
Certains considèrent que ter Brugghen et le peintre italien auraient pu alors se rencontrer, mais la chose est fort peu probable car Le Caravage, pour échapper à une accusation de meurtre, quitta la ville dès 1606 et était allé se réfugier en Sicile. Quoi qu’il en soit, en Italie, les tableaux de ce dernier et de ses imitateurs, caravagesques italiens comme Orazio Gentileschi, ont certainement pu être étudiés par ter Brugghen. Parmi les peintres qui influencèrent ce dernier pendant son séjour italien, on peut en outre citer Annibale Carracci, Le Dominiquin et Guido Reni.
Aucun document n’a subsisté concernant les années d'étude de ter Brugghen en Italie.
En 1614-1615, Hendrick ter Brugghen revient à Utrecht où il semble s'être associé à Dirck Van Baburen, autre caravagesque hollandais, et où, en 1616, il est inscrit dans la guilde de Saint-Luc locale. La même année, il épouse Jacomijna Verbeeck, qui était la belle-fille de son frère aîné, Jan Jansz. Ter Brugghen, aubergiste de son métier. Le couple aura plusieurs enfants. La famille s’établit dans une maison de la Snippevlucht, partie située entre Stadhuisbrug et Bezembrug du « Vieux Canal » (l’Oudergracht) traversant Utrecht. C’est là que Rubens, au cours d’un bref séjour dans la ville, lui aurait rendu visite en 1627.
Ter Brugghen meurt deux ans plus tard, le 1er novembre 1629, sans doute emporté par la peste. Il est enterré dans la Buurkerk à Utrecht.

## Œuvre et influence

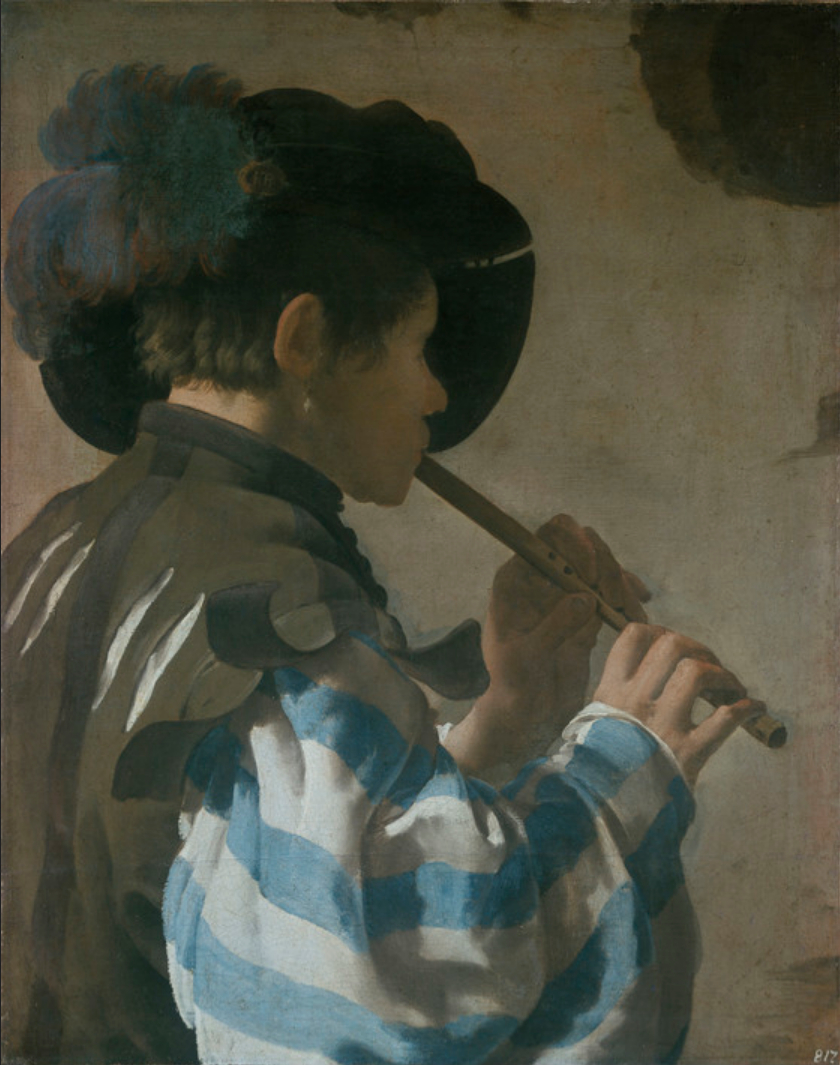
Joueur de fifre, 1621, Cassel, Gemäldegalerie Alte Meister.

De manière assez frappante, les peintures de ter Brugghen qui ont été préservées sont toutes postérieures à 1619 ; avant cette date, on ne connaît tout simplement rien de sa carrière d’artiste. Il a peint des tableaux d’histoire, dans son cas principalement des représentations en grand format de scènes bibliques, et bien qu'il ait sans doute été lui-même protestant, certains de ces sujets sont explicitement catholiques. À côté de cela, il a également réalisé quelques portraits de groupe et, comme beaucoup d’autres peintres caravagesques, plusieurs scènes de genre, souvent des musiciens ou des buveurs représentés seuls, à mi-corps.
En Italie, Hendrick ter Brugghen n'a sans doute pas subi que la seule influence du Caravage, dont son œuvre porte la marque, dans le contraste frappant entre ombre et lumière et le caractère dramatique de ses sujets. Il semble également avoir emprunté aux suiveurs de celui-ci : à Orazio Gentileschi une palette plus fraîche et un traitement de la lumière moins dramatique, et à Bartolomeo Manfredi le goût pour la représentation de musiciens à mi-corps. Peu après 1620, de façon assez frappante, le caractère caravagesque de son œuvre devint plus prononcé. Ceci pourrait s’expliquer par un second voyage de ter Brugghen en Italie, mais rien ne permet de le démontrer. Il a aussi pu être influencé par le retour d’Italie de Gerrit van Honthorst et Dirck van Baburen qui eut lieu à cette époque.
On suppose qu’à Utrecht, il collabora étroitement avec Van Baburen, d’après leurs styles très proches à tous deux. Ter Brugghen conserve cependant un style très personnel, clairement greffé sur la tradition néerlandaise. Fait notable, on peut parfois déceler dans son œuvre des éléments inspirés par le Moyen Âge. Ses meilleures peintures se distinguent par un emploi subtil de la couleur, avec des combinaisons quelquefois inhabituelles. Quoique son style ne fût pas uniforme, on peut difficilement parler à son sujet d’une évolution linéaire, en sorte qu’il est difficile de situer chronologiquement ses œuvres non datées.

## Une composition très originale

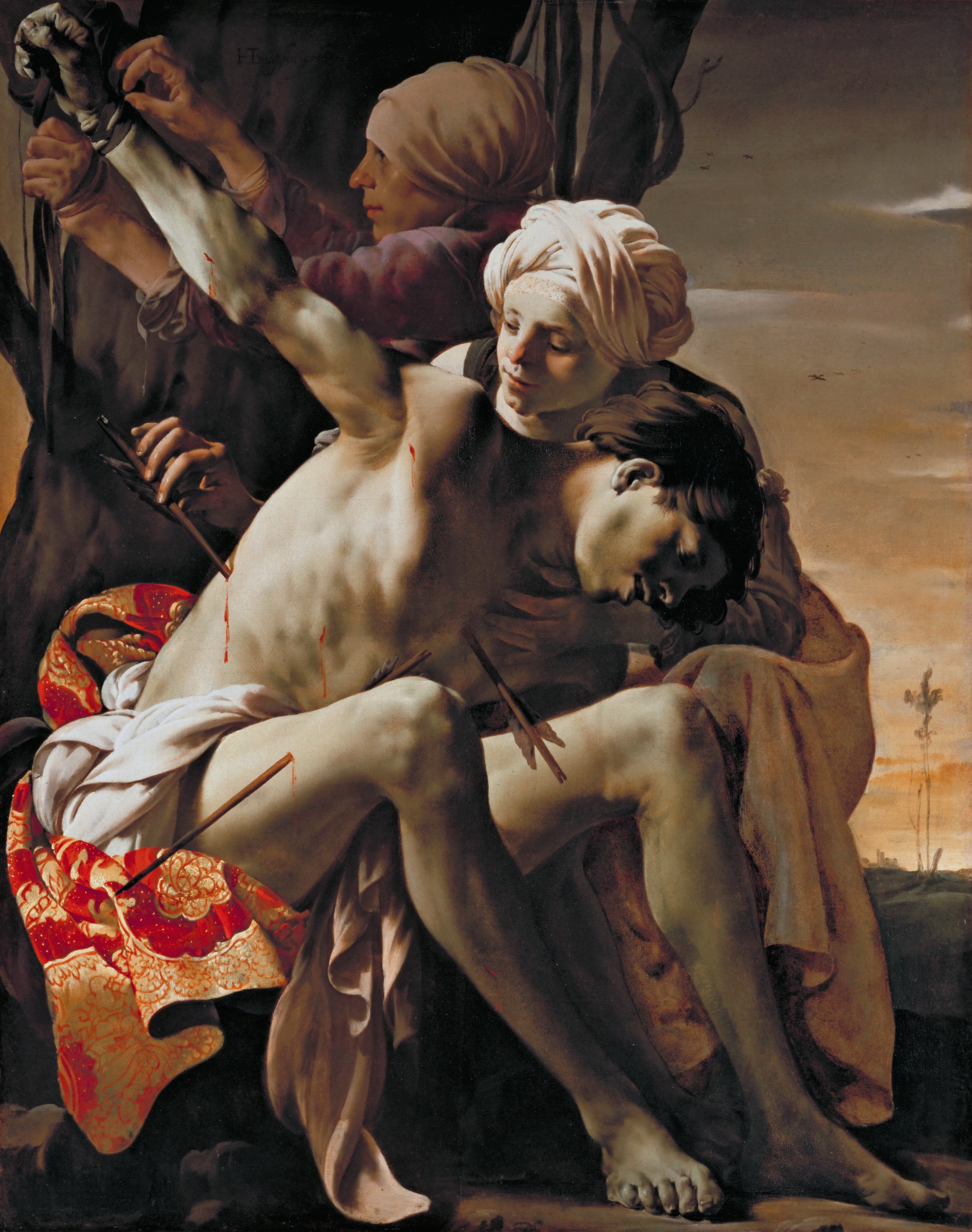
Saint Sébastien soigné par Irène et sa servante, 1625, Oberlin, Allen Memorial Art Museum.

La composition très originale Saint Sébastien soigné par Irène et sa servante de Ter Brugghen rompt avec la tradition qui privilégie la représentation du saint criblé de flèches comme dans la version de son contemporain Gerrit van Honthorst (1623, Londres, National Gallery).
Ter Brugghen décrit le moment où Irène de Rome et sa servante sauvent ce qui reste de vie dans un corps à l'agonie, où la mort a déjà saisi les extrémités : le pied et la main droite sont d'un marbre sépulcral, tandis que le profil aux yeux mi-clos est frappé d'un éclat froid, dans une lumière vespérale. Le corps pend misérable, il va s'affaler sur le sol. En hâte, les femmes soutiennent ce corps, extraient les flèches mortelles, délient le poing que le sang n'irrigue plus.
Le groupe resserré s'articule autour de trois diagonales qui traversent toute la composition. Les trois têtes superposées, à droite, le corps inerte retenu par la main, au centre, la jambe prolongée par la flèche et l'arbre, à gauche (rythme ternaire).
Les mains point d'orgue de l'action
Les teintes vert-de-gris du corps sont ranimées par la douceur des tons roses déclinés avec raffinement : du rose pâle du manteau d'Irène au lie-de-vin de celui de la servante en passant par le lilas. Au centre les plis savants du turban poudré d'Irène accrochent la lumière, apportant une touche précieuse au teint de son visage. La silhouette aux teintes plus sourdes de la servante, le fichu rabattu sur un visage rougi, ferme la composition. Le regard est dirigé vers ses mains, point d'orgue de l'action, pour le libérer de ses sangles.
Une lecture inversée
À ces trois têtes et ces trois diagonales, font écho les trois flèches. Elles transpercent le corps livide d'où glissent un linge blanc et un brocard tissé d'or et d'écarlate. Ainsi, la tête du saint tournée vers le sol pourrait nous faire croire à sa fin. Mais le secours des femmes, efficaces dans l'action, vient inverser le sens de lecture de l'œuvre. L'axe de leurs têtes dirigées vers le haut redresse celle du supplicié, leurs bras levés font contrepoint au corps qui s'affaisse, leurs visages illuminés déjouent les tons morbides.
On ignore le commanditaire de l'œuvre ; il pourrait s’agir d'une institution de charité dévouée aux malade de la peste qui sévit dans les Provinces-Unies vers 1600 ou d'un particulier qui la destinait à sa chapelle privée. On invoque saint Sébastien pour guérir de la peste, dont la maladie s'abat sur les hommes comme des flèches. Ter Brugghen serait mort de la peste, en 1629, cinq ans après avoir peint ce tableau, qui est considéré comme son chef-d'œuvre. Il maîtrisait avec brio les nuances douces et l'évocation de la mort, dans une dramaturgie caravagesque.

## Réputation

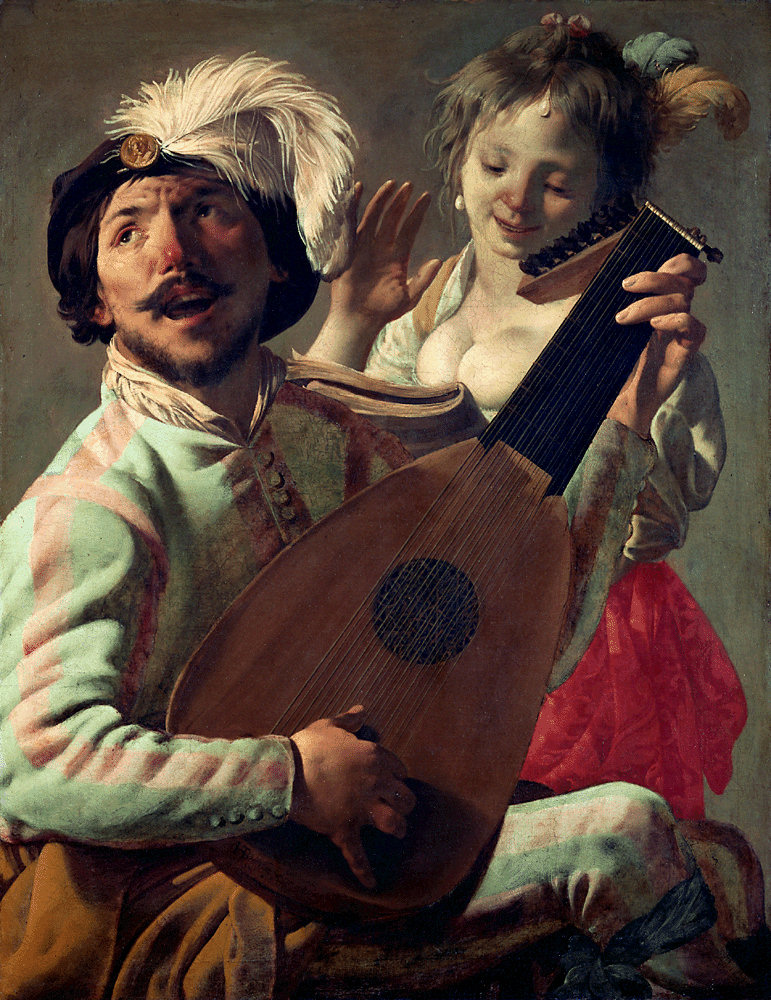
Le Duo, 1628, Paris, musée du Louvre.

Bien qu'il disparût vers 41 ans, son œuvre semble avoir été très appréciée de son vivant, et elle exerça une grande influence sur ses contemporains. Ainsi, Constantin Huygens le célèbre-t-il comme l’un des meilleurs peintres d’histoire néerlandais. Par ailleurs, sa façon de traiter les sujets religieux se retrouve chez Rembrandt, tandis que des éléments stylistiques apparaissent chez Frans Hals et Johannes Vermeer, lequel fut vraisemblablement influencé par son utilisation de la couleur.
Malgré tout, à Utrecht, ter Brugghen sera resté dans l’ombre de Van Honthorst, dont l'œuvre connut un succès plus important.
Plus tard au XVIIe siècle, Joachim von Sandrart écrivit, dans son Livre des peintres (1675) :

« Weil er aber nach seiner eignen Inclination zwar durch tiefsinnige, jedoch schwermütige Gedanken in seinen Werken die Natur und derselben unfreundliche Mängel sehr wohl, aber unangenehm gefolgt, so hat auch ein unfreundliches Glück seine Wolfart biss ins Grab zu seinem Schaden verfolgt. »

« De même que dans ses œuvres il a, selon sa propre inclination, à travers il est vrai des idées profondes mais cependant mélancoliques, suivi la nature et ses peu plaisants défauts de façon très fidèle mais cependant désagréable, un sort aussi peu plaisant a en retour, hélas pour lui, poursuivi sa prospérité jusque dans la tombe. »

En réaction à la réputation ainsi ternie de Hendrick ter Brugghen, le dernier de ses fils alors encore en vie fit paraître vers 1707 un pamphlet, dans lequel il s’en prenait violemment à Sandrart, et dressait le panégyrique de son père. Ainsi écrivit-il que Rubens, lors de sa visite à Utrecht :

« heeft verklaart, de Nederlanden nu te hebben dorreist, en een schilder te hebben gesocht, en maar een, met name Henrik ter Brugghen te hebben gevonden: 't welk noch huydendaags, altijd […] onder de schilders en groote kunstkenders tot sijn eer en lof werd verhaalt. »

« [que donc Rubens] a déclaré avoir cherché un peintre à travers les Pays-Bas et n’en n’avoir trouvé qu’un seul, à savoir Henrik ter Brugghen, dont aujourd’hui encore […], les peintres et les grands connaisseurs d’art parlent en termes d’honneur et de louange. »

Malgré tout, ter Brugghen tomba dans l’oubli au siècle suivant. Aujourd’hui réhabilité, il est devenu le peintre utrechtois du XVIIe siècle le plus estimé. On trouve ses œuvres dans les musées du monde entier.

## Épitaphe
Selon Arnold Houbraken, on pouvait lire dans la Buurkerk d’Utrecht l’épitaphe suivante :
Hier leit TER BRUGGEN, door de Doodt

Verrast en overrompelt,

Van 't dierbaar levenslicht ontbloot,

In 't duister graf gedompelt

Daat 't vleesch vergaat tot stof.

Doch egter blyft de lof

Van 't geen hy heeft bedreven,

Ten spyt der Afgunst, leven.
(Ci-gît TER BRUGGEN, par la Mort

Terrassé et surpris,

Dépouillé de la précieuse lumière de la vie,

Plongé dans le noir de la tombe

Qui de la chair fait poussière.

Cependant la louange

Pour ce qu’il accomplit,

Vit encore, en dépit de l’envie.)

## Liste d’œuvres
| Titre | Genre                                    | Technique         | Remarques                            | Format         | Date                                                      | Collection/ Vente                                                        | N° d'inventaire      | Image |
| --- | ---------------------------------------- | ----------------- | ------------------------------------ | -------------- | --------------------------------------------------------- | ------------------------------------------------------------------------ | -------------------- | ----- |
| L'Adoration des Mages | Peinture à sujet biblique                | huile sur toile   | signé                                | 134 × 160      | 1619 (daté)                                               | Rijksmuseum, Amsterdam                                                   | A 4188               |       |
| L'Annonciation | Peinture à sujet biblique                | huile sur toile   |                                      | 134 × 85       | 1624-1625 (ca.)                                           | Coll. privée                                                             |                      |       |
| L'Annonciation | Peinture à sujet biblique                | huile sur toile   | signé                                | 216,5 × 176,5  | 1629 (daté)                                               | Stedelijk Museum, Diest                                                  |                      |       |
| Autoportrait supposé | Portrait                                 | huile sur toile   | attribué à HTB                       |                |                                                           | Galleria degli Uffizi, Florence                                          |                      |       |
| Bacchante avec un singe                                                                                                   | Peinture de genre                        | huile sur toile   | signé                                | 101,6 × 88,9   | 1627                                                      | Getty Center, Los Angeles                                                | 84.PA.5              |       |
| La Cène à Emmaüs | Peinture à sujet biblique                | huile sur toile   |                                      | 109 × 141      | 1621 (ca.)                                                | Palais de Sanssouci, Potsdam                                             |                      |       |
| Chanteur s'accompagnant au luth                                                                                           | Peinture de genre                        | huile sur toile   |                                      | 100,5 × 78,7   | 1624                                                      | National Gallery, Londres                                                | NG6347               |       |
| Le Christ aux outrages | Peinture à sujet biblique                | huile sur toile   |                                      | 154 × 117      |                                                           | Musée de l'Assistance publique, Paris                                    | AP 1760              |       |
| Le Concert | Peinture de genre                        | huile sur toile   |                                      | 102 × 83       | 1626                                                      | Musée de l'Ermitage, Saint-Pétersbourg                                   |                      |       |
| Le Concert | Peinture de genre                        | huile sur toile   |                                      | 99,1 × 116,8   | 1626-1627 (ca.)                                           | National Gallery, Londres                                                | NG6483               |       |
| Le Concert ou Le Duo | Peinture de genre                        | huile sur toile   |                                      | 90 × 127       | 1629                                                      | Galleria nazionale d'arte antica, Rome                                   |                      |       |
| Couple mal assorti | Peinture de genre                        | huile sur toile   |                                      | 74 × 89        | 1623 (ca.)                                                | Coll. privée                                                             |                      |       |
| Le Couronnement d'épines                                                                                                  | Peinture à sujet biblique                | huile sur toile   |                                      | 119 × 116      | 1620-1625 (ca.)                                           | Musée régional d'art d'Irkoutsk                                          |                      |       |
| Le Couronnement d'épines et la dérision du Christ                                                                         | Peinture à sujet biblique                | huile sur toile   | attribué à HTB                       | 109,4 × 134    | 1603–1629 (ca.)                                           | Vente d'art Henri Avar, Stockholm                                        |                      |       |
| La Crucifixion avec la Vierge et saint Jean                                                                               | Peinture à sujet biblique                | huile sur toile   | signé                                | 154,9 × 102,2  | 1625 (ca., daté dernier chiffre illisible)                | Metropolitan Museum of Art, New York                                     | 56.228               |       |
| David jouant de la harpe                                                                                                  | Peinture à sujet biblique                | huile sur toile   | signé                                | 150 × 190      | 1628                                                      | Muzeum Narodowe, Varsovie                                                | M.Ob.529             |       |
| David salué par les femmes d'Israël (1Samuel 18,6-7)                                                                      | Peinture à sujet biblique                | huile sur toile   | signé, attribué à HTB                | 79,5 × 103     | 1623                                                      | North Carolina Museum of Art, Raleigh - Caroline du Nord                 | GL.60.17.66          |       |
| David salué par les femmes d'Israël (1Samuel 18,6-7) ou David avec la tête de Goliath                                     | Peinture à sujet biblique                | huile sur toile   |                                      | 80 × 102       | 1623                                                      | Muzeul National Brukenthal, Sibiu/Hermannstadt - Roumanie                |                      |       |
| La Décollation de sainte Catherine d'Alexandrie                                                                           | Peinture à sujet religieux               | panneau           |                                      | 100 × 73,7     | 1620                                                      | Chrysler Museum of Art, New York                                         |                      |       |
| La Délivrance de saint Pierre                                                                                             | Peinture à sujet biblique                | huile sur toile   | signé                                | 105 × 85       | 1624 (daté)                                               | Mauritshuis, La Haye                                                     | 966                  |       |
| Le Duo | Peinture de genre                        | huile sur toile   |                                      | 106 × 82       | 1628                                                      | Musée du Louvre, Paris                                                   |                      |       |
| Esaü vendant son droit d'aînesse                                                                                          | Peinture à sujet biblique                | huile sur toile   |                                      | 95 × 116       | 1625 (ca.)                                                | Staatliche Museen, Berlin                                                |                      |       |
| Esaü vendant son droit d'aînesse                                                                                          | Peinture à sujet biblique                | huile sur toile   |                                      | 107 × 139      | 1627 (ca.)                                                | Musée Thyssen-Bornemisza, Madrid                                         |                      |       |
| Esaü vendant son droit d'aînesse                                                                                          | Peinture à sujet biblique                | huile sur toile   | attribué à HTB                       |                |                                                           | Bob Jones University Museum & Gallery (en), Greenville - Caroline du Sud |                      |       |
| Femme jouant du luth | Peinture de genre                        | huile sur toile   |                                      | 71 × 85        | 1624-1626 (ca.)                                           | Kunsthistorisches Museum, Gemäldegalerie, Vienne                         | GG_9116              |       |
| Garçon allumant une pipe                                                                                                  | Peinture de genre                        | huile sur toile   |                                      | 67,6 × 55      | 1623                                                      | István Dobó Museum, Eger - Hongrie                                       |                      |       |
| Garçon chantant | Peinture de genre                        | huile sur toile   | signé                                | 85 × 74        | 1627 (daté)                                               | musée des beaux-arts de Boston - Massachusetts                           | 58.975               |       |
| Garçon jouant du violon                                                                                                   | Peinture de genre                        | huile sur toile   | signé                                | 102,1 × 80     | 1626 (daté)                                               | Sotheby's, New York, le 10 juillet 2003                                  |                      |       |
| Garçon jouant du violon                                                                                                   | Peinture de genre                        | huile sur toile   |                                      | 106 × 79,4     | 1626                                                      | Dayton Art Institute, Dayton - Ohio                                      |                      |       |
| Garçon riant avec un roemer à la lumière d'une chandelle                                                                  | Peinture de genre                        | huile sur toile   | monogramme, attribué à HTB           | 71,1 × 61      | 1623 (daté)                                               | North Carolina Museum of Art, Raleigh - Caroline du Nord                 | 55.5.1               |       |
| Granida et Daifilo | Peinture à sujet littéraire              |                   |                                      |                | 1625                                                      | Getty Center, Los Angeles                                                |                      |       |
| Joueur de luth | Peinture de genre                        | huile sur toile   | signé                                |                |                                                           | Musée national des beaux-arts d'Alger                                    |                      |       |
| Homme riant, avec une contrebasse et un verre                                                                             | Peinture de genre                        | huile sur toile   | signé                                | 104,6 × 85,2   | 1625 (daté)                                               | Royal Collection, Windsor Castle, Londres                                | RCIN 405531          |       |
| L'Incrédulité de saint Thomas                                                                                             | Peinture à sujet biblique                | huile sur toile   |                                      | 108,8 × 136,5  | 1621–1623 (ca.)                                           | Rijksmuseum Amsterdam                                                    | A 3908               |       |
| Jacob reproche à Laban de lui avoir donné Léa à la place de Rachel pour femme anciennement Tobie demande la main de Sarah | Peinture à sujet biblique                | huile sur toile   |                                      | 123,5 × 157,5  | 1628 (ca.)                                                | Wallraf-Richartz Museum & Fondation Corboud, Cologne                     |                      |       |
| Jacob fait des reproches à Laban                                                                                          | Peinture à sujet biblique                | huile sur toile   | signé                                | 97,5 × 114,3   | 1627 (daté)                                               | National Gallery, Londres                                                | NG4164               |       |
| Jeune Fille tenant une feuille de papier                                                                                  | Peinture de genre                        | huile sur toile   |                                      | 78,5 × 65,5    | 1628                                                      | Kunstmuseum Basel, Bâle                                                  | 611                  |       |
| Jeune Fille riant | Peinture de genre                        | huile sur toile   | attribué à HTB                       | 47 × 41,4      | 1608-1629 (ca.)                                           | Centraal Museum, Utrecht                                                 |                      |       |
| Joueur de cornemuse | Peinture de genre                        | huile sur toile   |                                      | 101 × 83       | 1624                                                      | National Gallery of Art, Washington                                      | WRM 2613             |       |
| Joueur de cornemuse | Peinture de genre                        | huile sur toile   | signé                                | 94 × 75        | 1624 (daté)                                               | Ashmolean Museum, Oxford                                                 | WA1944.101           |       |
| Joueur de fifre | Peinture de genre                        | huile sur toile   |                                      | 71,3 × 56      | 1624                                                      | Gemäldegalerie Alte Meister (Cassel)                                     | GK 179               |       |
| Joueur de flûte | Peinture de genre                        | huile sur toile   |                                      | 71,3 × 55,8    | 1621                                                      | Staatliche Museen, Cassel                                                | GK 180               |       |
| Le Joueur de luth | Peinture de genre                        | huile sur toile   | monogramme, attribué à HTB           | 63 × 47        | 1623–1625 (ca.)                                           | Sotheby's, New York, le 30 janvier 1998                                  |                      |       |
| Joueur de luth faisant la cour à une jeune femme tenant un roemer dans la main                                            | Peinture de genre                        | huile sur toile   | attribué à HTB                       | 105,5 × 86,4   | 1603-1629 (ca.)                                           | Sotheby's, New York, le 22 janvier 2004                                  |                      |       |
| Joueur de luth riant | Peinture de genre                        | huile sur toile   |                                      | 103,5 × 83,2   | 1620–1629 (ca.)                                           | Christie's, New York, le 31 janvier 1997                                 |                      |       |
| Les Joueurs | Peinture de genre                        | huile sur toile   |                                      | 83,82 × 113,98 | 1623                                                      | Minneapolis Institute of Arts, Minneapolis                               | 60.17                |       |
| Le Joyeux Buveur | Peinture de genre                        | toile             | monogramme                           | 71,2 × 59,9    | 1625 (ca.) - daté mais seuls 2 premiers chiffres lisibles | Centraal Museum, Utrecht                                                 | 11480                |       |
| Mars dormant | Portrait                                 | huile sur panneau | signé                                | 106,5 × 93     | 1629 (? daté, p.-ê. 1620)                                 | Centraal Museum, Utrecht                                                 | 5460                 |       |
| (Le Philosophe attristé :) Héraclite                                                                                      | Portrait                                 | huile sur toile   | signé                                | 85 × 69,5      | 1628 (daté)                                               | Rijksmuseum, Amsterdam                                                   | A 2784               |       |
| (Le Philosophe riant :) Démocrite                                                                                         | Portrait                                 | huile sur toile   | signé                                | 85 × 70        | 1628 (daté)                                               | Rijksmuseum, Amsterdam                                                   | A 2783               |       |
| Les Philosophes Héraclite et Démocrite                                                                                    | Portrait                                 | huile sur toile   | attribué à HTB                       | 93 × 111       | 1603–1629 (ca.)                                           | Winkel & Magnussen, Copenhague, le 4 mai 1943                            |                      |       |
| Pilate se lavant les mains (Matthieu 27 ; Jean 19)                                                                        | Peinture à sujet biblique                | huile sur toile   | attribué à HTB                       | 100 × 128      | 1603-1629 (ca.)                                           | Musée de Lublin (en), Lublin                                             | S/Mal/1611/ML        |       |
| Les Quatre Évangélistes : Jean                                                                                            | Peinture à sujet religieux/ Portrait     | toile             | signé                                | 77 × 102       | 1621 (daté)                                               | Historisch Museum (nl), Deventer                                         | 150                  |       |
| Les Quatre Évangélistes : Luc                                                                                             | Peinture à sujet religieux/ Portrait     | toile             | signé                                | 75,5 × 102     | 1621 (daté)                                               | Historisch Museum, Deventer                                              | 152                  |       |
| Les Quatre Évangélistes : Marc                                                                                            | Peinture à sujet religieux/ Portrait     | toile             |                                      | 75 × 102       | 1621 (daté)                                               | Historisch Museum, Deventer                                              | 151                  |       |
| Les Quatre Évangélistes : Matthieu                                                                                        | Peinture à sujet religieux/ Portrait     | toile             | restes de signature                  | 73,5 × 100     | 1621 (daté)                                               | Historisch Museum, Deventer                                              | 150                  |       |
| Le Reniement de saint Pierre                                                                                              | Peinture à sujet biblique                | huile sur toile   |                                      | 132,3 × 178 cm | 1625                                                      | Art Institute of Chicago                                                 | 1969.3               |       |
| Le Repentir de Pierre | Peinture à sujet biblique                | huile sur panneau | signé, attribué à HTB                | 68,6 × 54      | 1615-1629 (ca., daté, 2 derniers chiffres illisibles)     | Sotheby's, New York, le 16 mai 1996                                      |                      |       |
| Le Riche et le Pauvre (Parabole de « L'Homme riche et de Lazare »)                                                        | Peinture à sujet biblique                | huile sur toile   | signé                                | 168,2 × 207,3  | 1625 (daté)                                               | Centraal Museum, Utrecht                                                 | 1151                 |       |
| Saint Jérôme (ou Héraclite)                                                                                               | Peinture à sujet religieux (?)/ Portrait |                   |                                      |                | 1621 (ca.)                                                | Cleveland Museum of Art, Cleveland                                       | 1977.2               |       |
| Saint Pierre en prière | Peinture à sujet biblique                | toile             | signé, attribué à HTB                | 65,5 × 83,5    | 1610-1616 (ca., dernier chiffre peu lisible)              | Centraal Museum, Utrecht                                                 | 15762                |       |
| Saint Sébastien soigné par Irène                                                                                          | Peinture à sujet religieux               | huile sur toile   |                                      | 149 × 119,4    | 1625                                                      | Allen Memorial Art Museum, Oberlin - Ohio                                | AMAM 1953.256        |       |
| Le Souper | Peinture de genre                        | huile sur toile   |                                      |                |                                                           | Alte Meister Galerie, Dresde                                             |                      |       |
| Un chanteur s'accompagnant au luth, dit aussi Le Joueur de luth                                                           | Peinture de genre                        | huile sur toile   | signé                                | 104,5 × 84,7   | 1624 (daté)                                               | Musée des beaux-arts, Bordeaux                                           | BX E 127 ; BX M 6942 |       |
| Vieil Homme écrivant à la lumière d'une chandelle                                                                         | Peinture de genre                        | huile sur toile   |                                      | 65,72 × 52,7   | 1627 (ca.)                                                | Smith College Museum of Art, Northampton - Massachusetts                 | SC 1957:10           |       |
| La Vocation de Matthieu                                                                                                   | Peinture à sujet biblique                | huile sur toile   | signé                                | 102 × 137,5    | 1621 (daté)                                               | Centraal Museum, Utrecht                                                 | 5088                 |       |
| La Vocation de Matthieu                                                                                                   | Peinture à sujet biblique                | huile sur toile   |                                      | 106 × 128      | 1616 (ca.)                                                | Magyar Szépmüvészeti Múzeum, Budapest                                    |                      |       |
| La Vocation de Matthieu                                                                                                   | Peinture à sujet biblique                | huile sur toile   | tableau identifié par Roberto Longhi | 153 × 195      | 1620                                                      | Musée d'art moderne André-Malraux, Le Havre                              |                      |       |
| Lazare et le mauvais riche                                                                                                | Peinture à sujet biblique                | huile sur toile   | attribué à HTB                       |                |                                                           | Église Saint-Ferdinand, Bordeaux                                         |                      |       |

#### Catalogues d’exposition
- Dans la lumière de Vermeer, Paris, Musée de l'Orangerie, 1966.  — Catalogue de l'exposition du 24 septembre au 28 novembre 1966, dont Joueur de fifre de la Gemäldegalerie Alte Meister de Cassel.
- (nl) Albert Blankert, Leonard J. Slatkes e.a. (réd.), Nieuwe Licht op de Gouden Eeuw: Hendrick ter Brugghen en tijdgenoten, Utrecht, Centraal Museum, 1986.
- (en) Marten Jan Bok, Jan de Vries e.a. (réd.), Masters of Light. Dutch Painters in Utrecht During the Golden Age, Baltimore, The Walters Art Gallery, 1997.

#### Monographies
- (en) Benedict Nicolson, Hendrick Terbrugghen, Londres, 1958.
- (en) Leonard J. Slatkes et Wayne Franits, The Paintings of Hendrick ter Brugghen (1588–1629) : Catalogue raisonné, Amsterdam, John Benjamins Publishing Company, coll. « OCULI: Studies in the Arts of the Low Countries », 2007, 491 p. (ISBN 978-90-272-4961-6).

#### Dictionnaire biographique
- (nl) Cornelis de Bie, Het Gulden Cabinet, 1662, p. 132.